# Ojo de Agua, General Heliodoro Castillo
Ojo de Agua är en ort i Mexiko.   Den ligger i kommunen General Heliodoro Castillo och delstaten Guerrero, i den södra delen av landet, 210 km söder om huvudstaden Mexico City. Ojo de Agua ligger 1 613 meter över havet och antalet invånare är 253.
Terrängen runt Ojo de Agua är bergig åt sydväst, men åt nordost är den kuperad. Runt Ojo de Agua är det ganska glesbefolkat, med 21 invånare per kvadratkilometer. Närmaste större samhälle är Tlacotepec, 16,5 km norr om Ojo de Agua. I omgivningarna runt Ojo de Agua växer i huvudsak blandskog.